# Sackpfeife

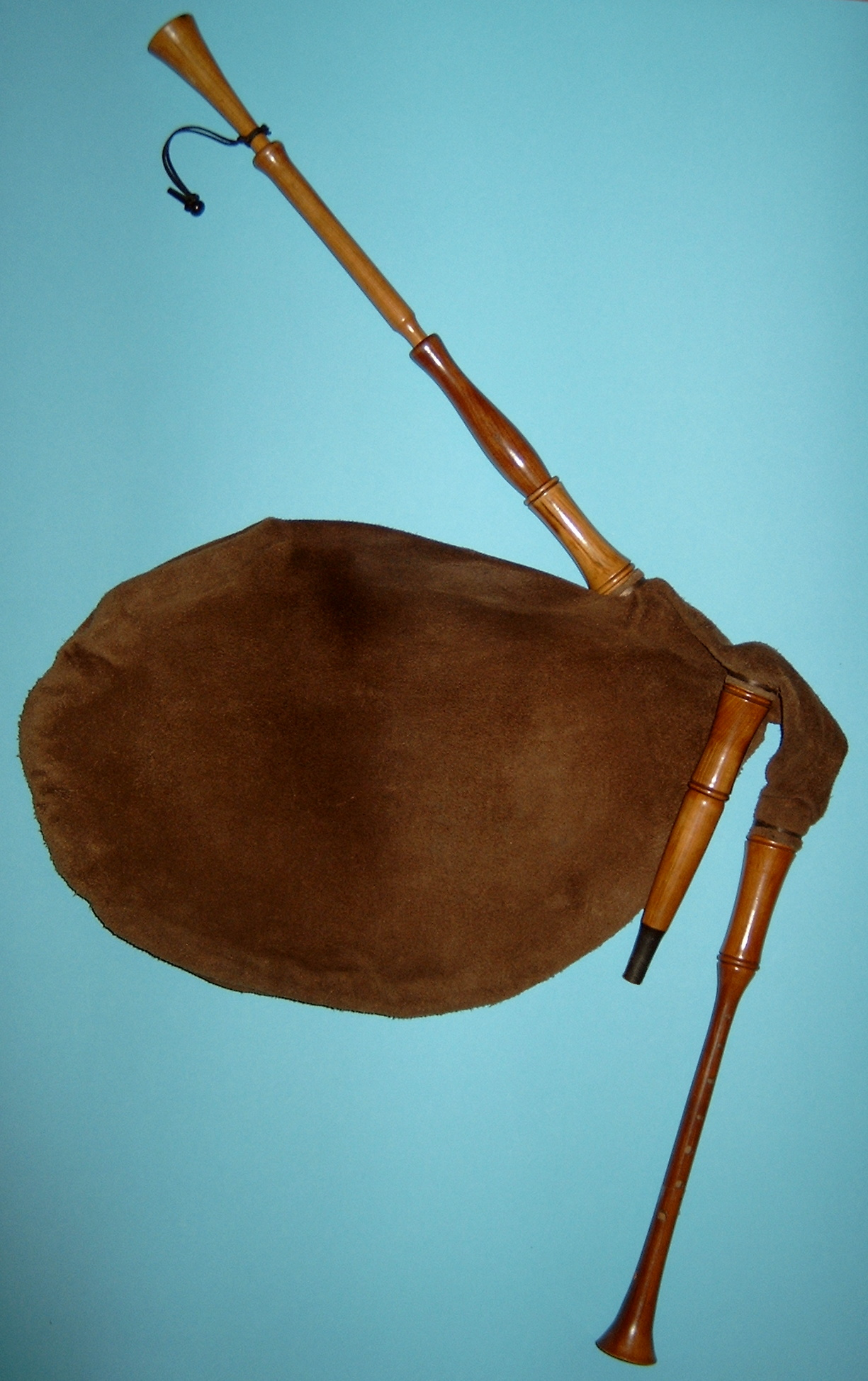
Sackpfeife, einfache Bauform

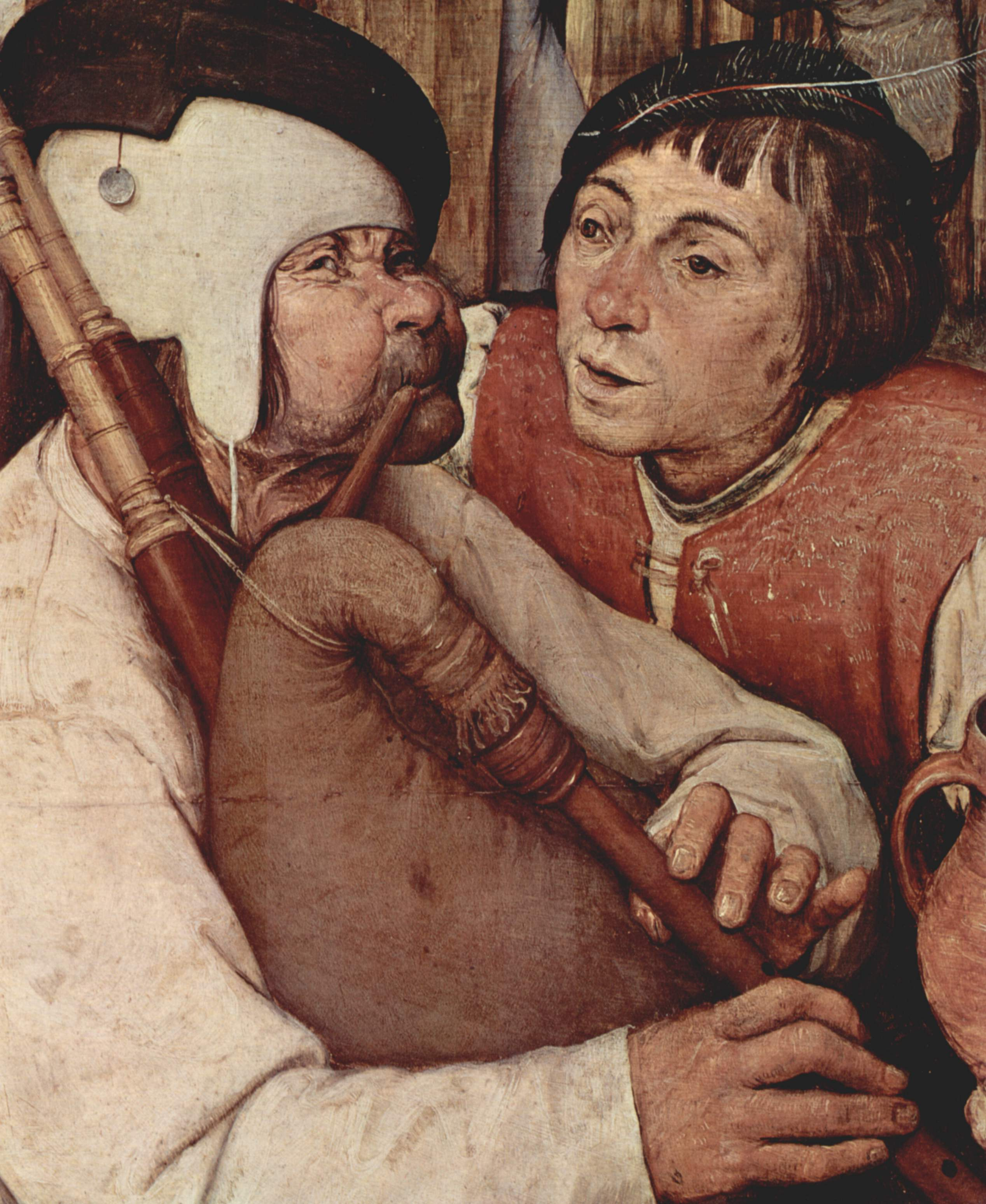
Pieter Bruegel d. Ä., Bauerntanz (um 1568), Ausschnitt

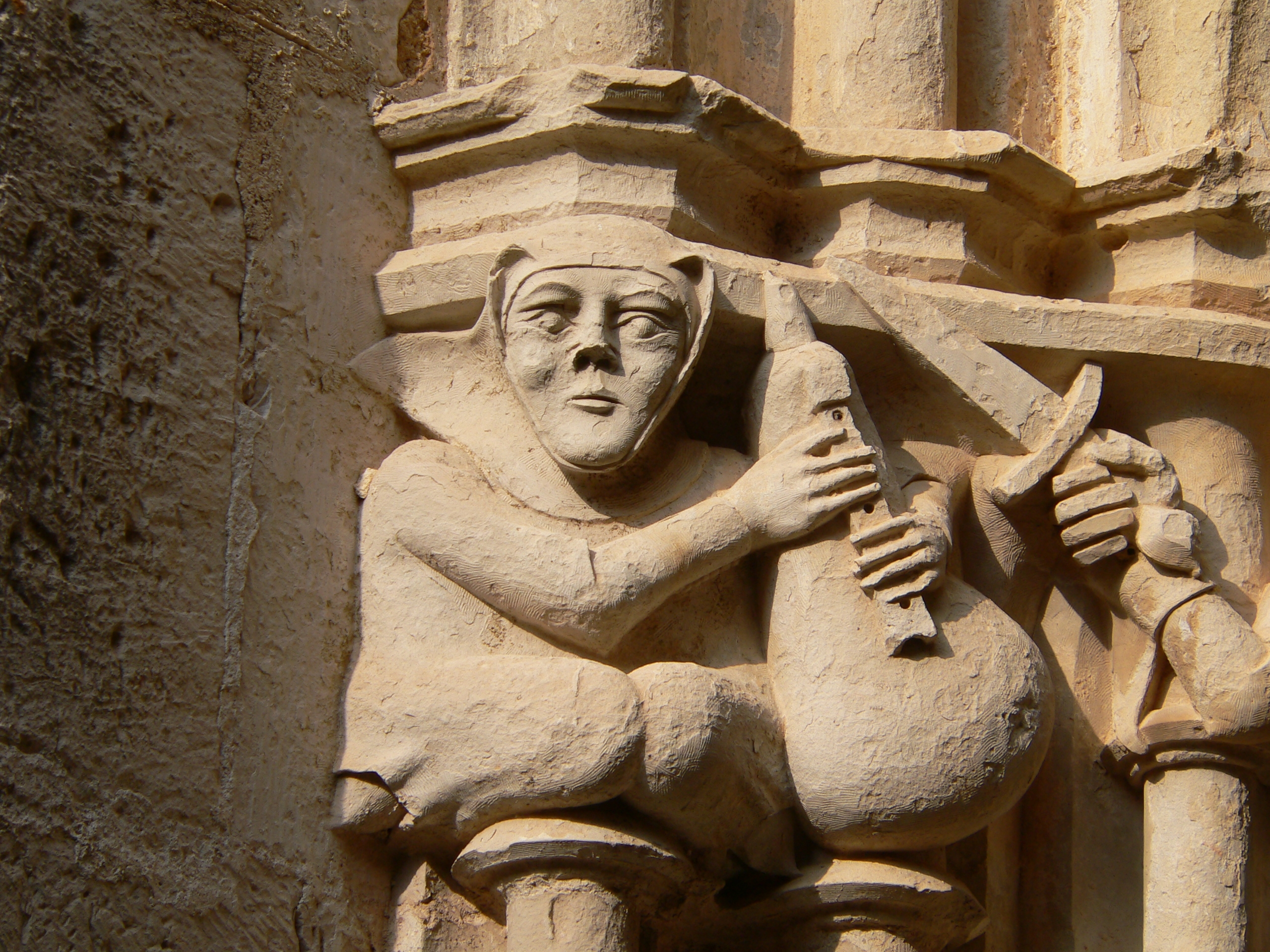
Sackpfeifer in der Zisterzienserabtei Santes Creus, Katalonien

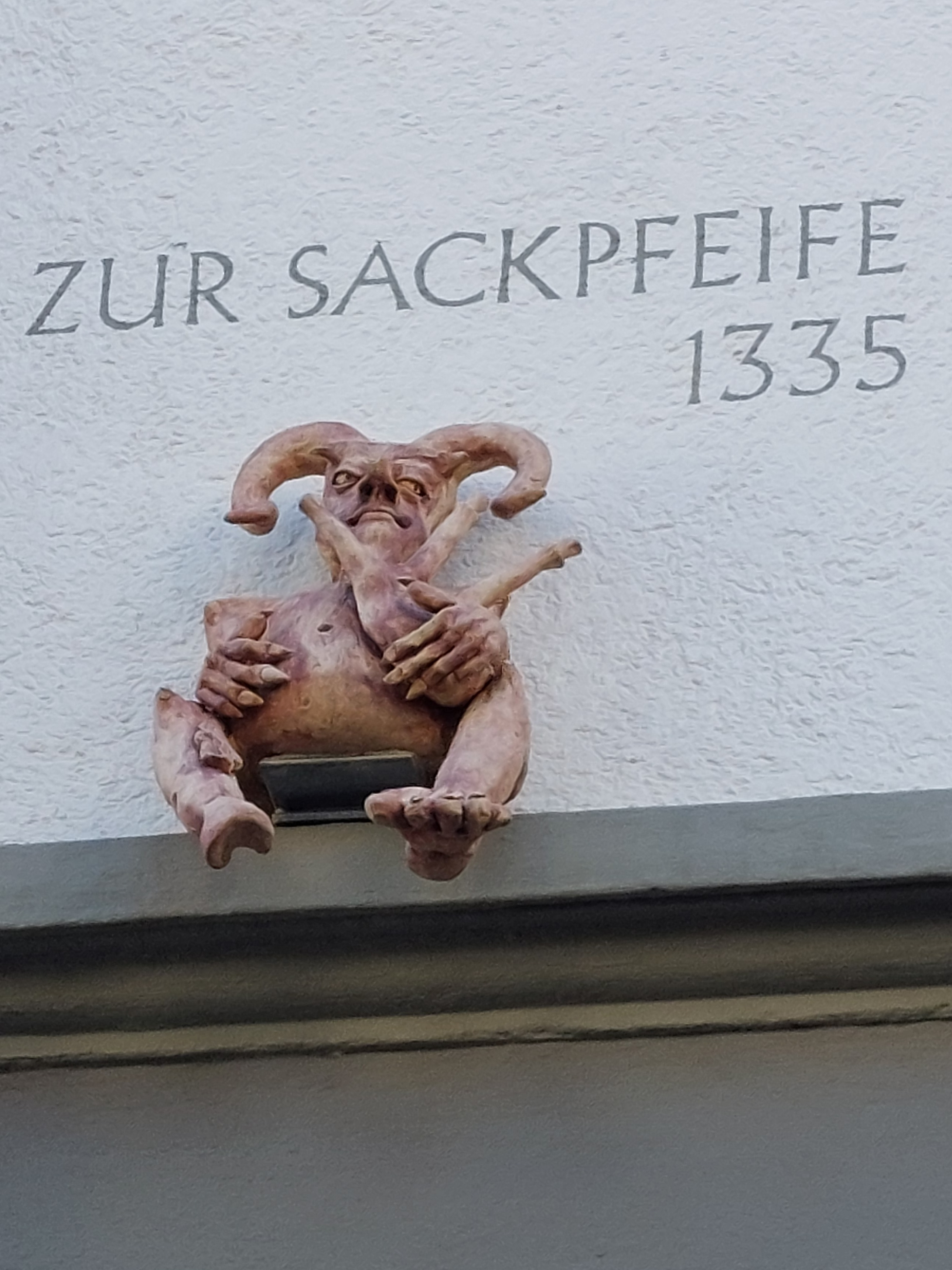
Haus „Zur Sackpfeife“ (erbaut 1335) in Konstanz

Die Sackpfeife oder der Dudelsack (selten Bockpfeife) ist ein Holzblasinstrument, das Luft aus einem Luftsack erhält. Der Luftsack (Windbehälter) wird entweder mit dem Mund über ein Anblasrohr oder über einen Blasebalg befüllt. Beim Spielen wird Luft aus dem Luftsack durch Armdruck in Spiel- und Bordunpfeifen geleitet, wo Einfach- oder Doppelrohrblätter die Töne erzeugen. Grifflöcher am Spielrohr dienen zum Spielen von Melodien, während Bordunpfeifen einen gleichbleibenden Dauerton hervorbringen. Im Zusammenklang entsteht die für Sackpfeifen charakteristische Mehrstimmigkeit. Der Klang der Borduntöne ist meist ein tieferes, sattes Brummen, die Melodiepfeifen klingen höher, je nach Instrumententyp auch durchdringender.
Im deutschsprachigen Raum kam das Musikinstrument im Lauf des 19. Jahrhunderts außer Gebrauch, erlebte aber gegen Ende des 20. Jahrhunderts eine Wieder- bzw. Neubelebung. Sackpfeifen waren und sind innerhalb und außerhalb Europas weit verbreitet. Es gibt eine Fülle unterschiedlicher Formen, Materialien und Verwendungsweisen.
Wer das Instrument spielt, wird als Sackpfeifer (Dudelsackpfeifer/Dudelsackspieler) bezeichnet.

## BezeichnungenDudelsackundSackpfeife
Das Wort „Sackpfeife“ wird bereits im 16. Jahrhundert als Sammelbegriff für verschiedene Sackpfeifen verwendet.
Wir finden das Wort „Sackpfeiff“ bei Sebastian Virdung (1511) und Martin Agricola (1529). Das Wort „Dudelsack“ wurde das erste Mal im Jahr 1642 dokumentiert.
Der Wortteil Dudel- lässt sich von duten/tuten herleiten, das „auf dem hirtenhorn, kuhhorn, der posaune oder einem ähnlichen instrument blasen“ bedeutet. Der lautmalerische Wortstamm ist mit dem slawischen duda (дуда) „Sackpfeife, Pfeife, Rohrpfeife, Schalmei“ verwandt, das im Tschechischen, Slowakischen und Polnischen als Pluralform dudy gebraucht wird. Das Suffix „-eln“ verleiht dem Verb dudeln eine iterative Bedeutung („immer wieder/ohne Unterlass blasen“), woraus sich auch die Konnotation von „eintönig/schlecht musizieren“ ergibt. Aufgrund dieses Beiklangs wird im instrumentenkundlichen Zusammenhang häufig der neutralere Begriff „Sackpfeife“ statt „Dudelsack“ verwendet.

## Bauform und Spielweise
Sackpfeifen haben folgende Grundbestandteile, die bei den vielfältigen regionalen Formen unterschiedlich ausgeführt und kombiniert werden.

### Luftsack und Luftzufuhr

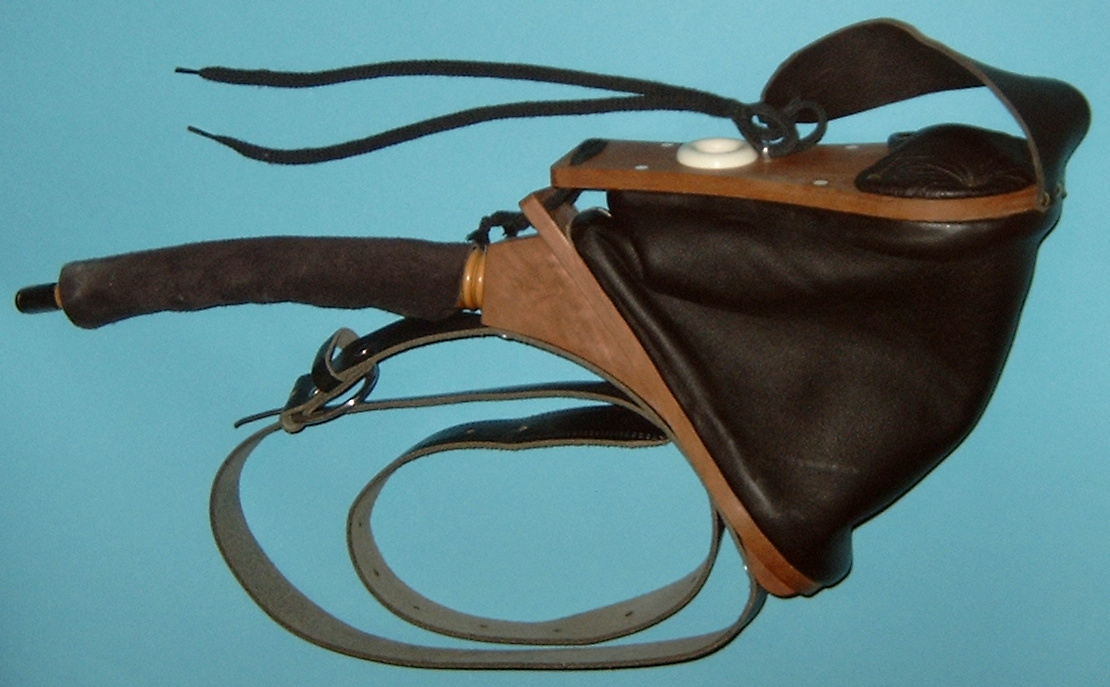
Blasebalg für Sackpfeifen mit geringem bis mäßigem Luftdurchsatz

Der Luftsack wird meist aus abgedichtetem Leder, eventuell aus einem ganzen Tierbalg hergestellt. Oft wird Ziegenhaut verwendet, daher der Begriff Bockpfeife.
Sofern Fell verarbeitet wird, kann dieses nach innen oder außen gewendet sein. Heute wird auch Synthetikmaterial für den Luftsack verwendet. Überzüge aus Stoff sind häufig.
Der Spieler bläst den Sack mit dem Mund durch ein Anblasrohr oder mit Hilfe eines Blasebalgs auf. In der Regel wird der Blasebalg mit dem Arm bedient. Der spanische Sackpfeifenbauer Seivane bietet auch Blasbälge zur Bedienung mit dem Fuß an. Bei fast allen Sackpfeifen sorgt ein Rückschlagventil dafür, dass die eingeblasene Luft nicht zurückströmen kann, wenn der Spieler Atem holt bzw. den Blasebalg aufzieht. Der Sack wird mit einem oder beiden Armen gegen den Körper gedrückt, um einen möglichst konstanten Luftdruck im Sack zu erzeugen, der an die Spiel- und Bordunpfeifen abgegeben wird.

### Spielpfeife

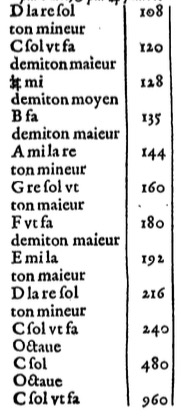
Tabelle für die Einrichtung der Intervalle von Sackpfeifen bei Marin Mersenne

Die meisten Sackpfeifen haben eine Spielpfeife. Spielpfeifen können eine zylindrische oder konische Bohrung haben. Mit konischer Bohrung klingen sie lauter als mit zylindrischer. Spiel- und Bordunpfeifen werden meist aus den auch sonst für Holzblasinstrumente verwendeten Tonhölzern gefertigt. Im 19. Jahrhundert wurden auch Instrumente aus Messing für den Einsatz in den Tropen gefertigt. Instrumente der Gegenwart werden auch aus Polypenco angeboten.
Die Spielpfeifen der meisten Dudelsäcke sind diatonisch in reiner Stimmung gestimmt. Reine Quinten und Terzen sind bei Spielpfeifen in der Handhabung unproblematisch. Schwieriger ist die Frage nach der Gestaltung der Ganztöne. Auf der Webseite www.Sackpfeifenclub.de wird für den Ganzton über dem Grundton ein großer Ganzton im Verhältnis 9:8 (204 Cent) angezeigt. Dieser disharmoniert mit der darauf aufgebauten Quinte. Marin Mersenne empfiehlt in seiner Harmonie Universelle von 1637 für die Sekunde über dem Grundton den kleinen Ganzton 10:9 (182 Cent), welcher zwar keine reine None zum Grundton bildet, aber eine reine Quinte zur Sexte über dem Grundton bildet, was das Spiel von Molltonleitern auf der zweiten Stufe ermöglicht. Tonartfremde Töne können nur begrenzt durch Hilfsgriffe gespielt werden. Klappen sind selten. Nur wenige Spielpfeifen werden überblasen (z. B. Uillean Pipes, Cornemuse du Centre, moderne Schäferpfeife oder Gaita gallega), so dass der Tonumfang der Oktave nur wenig überschritten wird.
Zur Feinabstimmung der Tonlöcher bei Holzblasinstrumenten waren früher Wachs, Hirschtalg oder Kitt gebräuchlich. Bei Sackpfeifen ist heute der Gebrauch von Isolierband (Tape) zur Verkleinerung der Tonlöcher üblich.
Besonderheiten: Die sizilianische Zampogna hat zwei Spielpfeifen, die für zweistimmiges Melodiespiel geeignet sind (mit geringem Tonumfang, da jeweils nur die Finger einer Hand zur Verfügung stehen).
Die im Mittelmeerraum und im Nahen Osten verbreiteten „bordunlosen“ Sackpfeifen haben zwei parallele Spielrohre mit teils parallelen, teils unterschiedlichen Bohrungen. Diese können entweder mit flachen Fingern gleichzeitig gegriffen werden und klingen „unisono“ (wobei die entstehenden Schwebungen den Klang verstärken), oder eine der beiden Pfeifen übernimmt die Funktion des Borduns bzw. Stufenborduns (mit wechselnden Borduntönen). Beispiele dieses Typs sind Mezwed, Diple und Tulum.

### Bordunpfeifen
Dudelsackformen mit einem oder zwei Bordunen sind häufig, auch mehr Bordune sind möglich. Es erklingt der Grundton der verwendeten Tonart, bei mehreren Bordunen in verschiedenen Oktavlagen. Daneben kann die Quinte verwendet werden. Um das Instrument in verschiedenen Tonarten zu verwenden, können die Bordunpfeifen auf mehrere Borduntöne gestimmt werden oder einzeln stummgeschaltet werden.
Bei einigen Sackpfeifentypen, insbesondere solchen mit überblasbaren Spielpfeifen oder umstimmbaren Bordunen, sind die Bordune weniger empfindlich gegenüber Druckschwankungen. So können Tonhöhe und Klang der Spielpfeife variiert werden, während der Bordun gleich bleibt.
Eine Besonderheit stellen die gedackten Bordune (regulators) der Uilleann Pipes dar, die beim Öffnen von Klappen auf unterschiedlichen Tonhöhen erklingen. Die Musette de Cour hat mehrere „gefaltete“ Bordune nach Art des Ranketts, die zudem über Schieber auf verschiedene Töne gestimmt werden können.
Spiel- und Bordunpfeifen werden meist durch eine Hülse, den sogenannten „Stock“, mit dem Luftsack verbunden.

### Rohrblätter

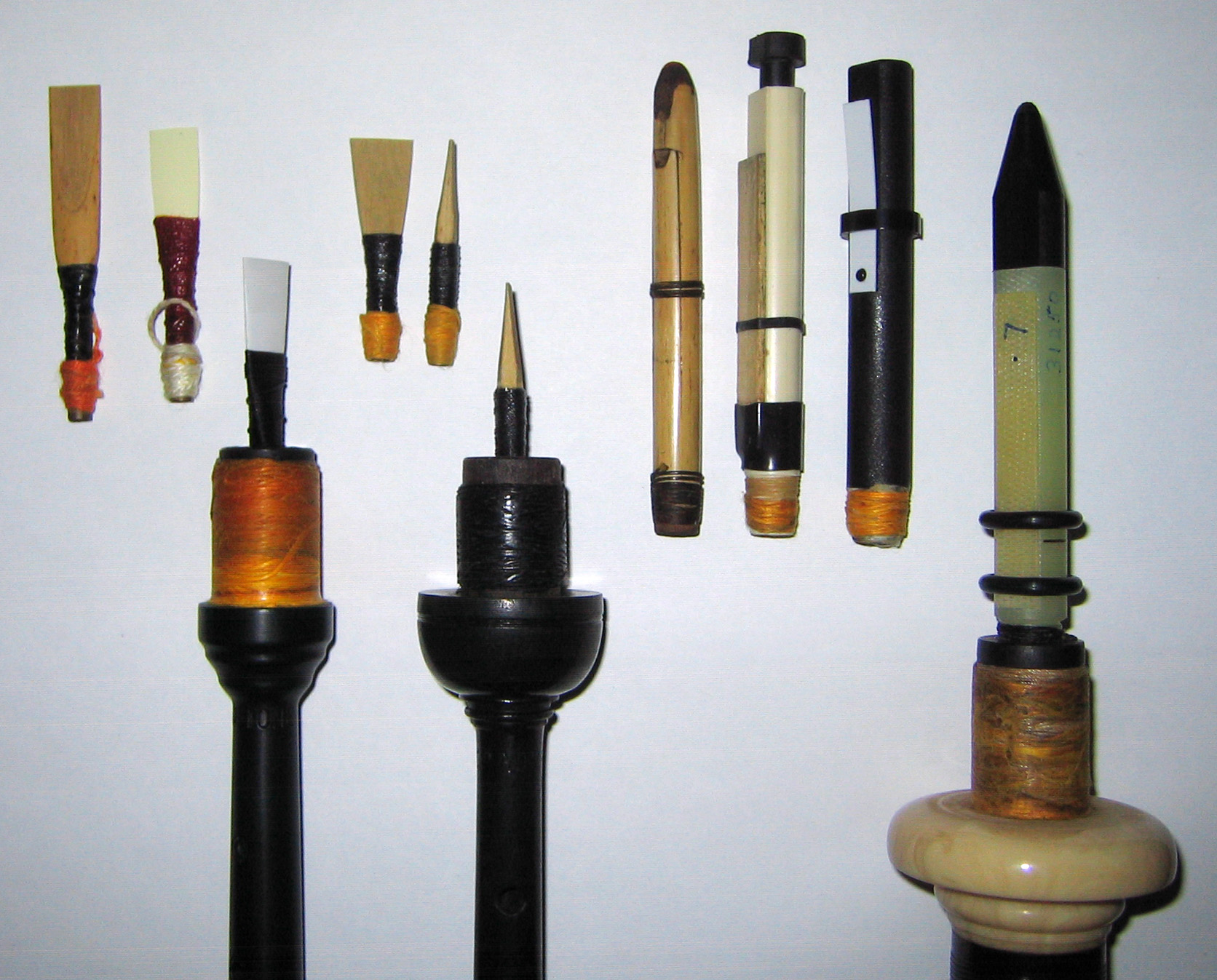
Doppelrohrblätter für Spiel- (links), Einfachrohrblätter für Bordunpfeifen (rechts)

Die Rohrblätter für Spiel- und Bordunpfeifen werden normalerweise aus Schilfrohr (häufig Arundo donax) hergestellt, in neuerer Zeit auch aus Kunststoff oder Metall.
Die Spielpfeife kann ein Einfachrohrblatt oder ein Doppelrohrblatt haben. Doppelrohrblätter haben einen lauteren, intensiveren Klang ähnlich dem der Schalmeien. Bei west- und mitteleuropäischen Formen überwiegen für die Spielpfeife Doppelrohrblätter, in anderen Regionen traditionell idioglotte Einfachrohrblätter.
Bordunrohre haben häufig Einfachrohrblätter. In traditioneller Herstellung wird in die Seitenwand eines Rohres eine Zunge eingeschnitten (idioglott). Heute werden häufig auch entsprechende Hülsen aus Kunststoff mit aufgebundenen Blättern verwendet. Die Dimensionen der Bordunrohrblätter sind auf den jeweiligen Ton bzw. auf die verwendete Rohrlänge genau abgestimmt.

### Griffweisen

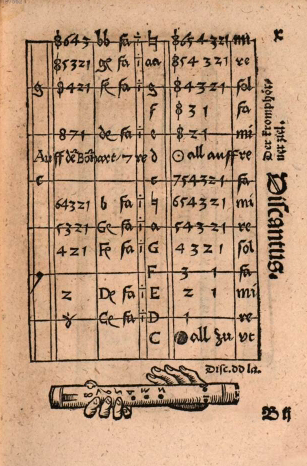
Grifftabelle für Blockflöte und Sackpfeifen bei Martin Agricola 1529

Dudelsäcke werden teils in offener, teils in geschlossener Griffweise gespielt. Die offene Griffweise entspricht der Griffweise anderer Blasinstrumente, wie z. B. der Blockflöte. Das heißt, es werden von oben nach unten so viele Löcher abgedeckt, wie es die Tonhöhe erfordert. Geschlossene Griffweise heißt, dass in der Grundstellung alle Grifflöcher von den Fingern abgedeckt werden. Um andere Töne zu erzeugen, werden die entsprechenden Grifflöcher einzeln geöffnet. Die halboffene (auch: halbgeschlossene) Griffweise kombiniert diese beiden Prinzipien.
Historische Belege für die offene Griffweise:
- Martin Agricola erwähnt in seiner Musica instrumentalis deudsch von 1529, dass Blockflöten und Sackpfeifen „eynerley brauch“ bei den Griffen hätten. Seine Tabelle für die Blockflöte in C zeigt eine Grundskala in Dur mit einer offenen Griffweise mit Gabelgriff auf der Quarte über dem Grundton.[17]
- Marin Mersenne gibt in der Ausgabe der Harmonie universelle von 1637 Hinweise auf die Griffweise der „Cornemuse rurale ou pastorale des Bergers“. Es müsse ein Tonloch nach dem anderen geöffnet werden, bis zum letzten Ton, bei dem alles offen sei („tout ouvert“).[18]
- Pierre Borjon de Scellery (1633–1691) erwähnt in seiner Abhandlung über die Musette de Cour auch eine Musette de bergers (Musette der Schäfer), auf der die offene Griffweise praktiziert werde.[19]

Geschlossene Griffweisen werden in Lehrwerken für die Musette de Cour abgehandelt. Zu nennen wären das Lehrwerk Traité de la musette von Pierre Borjon de Scellery (1672) und die Methode pour la musette Opus 10 von Jacques-Martin Hotteterre (1773).
Die halbgeschlossene Griffweise für die Great Highland Bagpipe wurde schon 1760 von Joseph Mac Donald in seiner Abhandlung A Compleat Theory of the Scots Highland Bagpipe beschrieben.

### Artikulation
Da eine Sackpfeifenspielpfeife ständig einen Ton erzeugt, wird zur Trennung von zwei Tönen gleicher Tonhöhe mindestens ein anderer Ton kurz dazwischen gespielt (englisch grace note, französisch détaché). Aus dieser Notwendigkeit haben sich sackpfeifenspezifische Verzierungen entwickelt, bei denen oft mehrere kurze Zwischentöne zur Trennung von zwei gleichen Tönen eingeschoben werden.

## Geschichte

### Antike
Der historische Ursprung des Instruments lässt sich nicht sicher ermitteln, da die ältesten Zeugnisse vereinzelt und in ihrer Deutung nicht immer eindeutig sind. Als möglicherweise älteste Darstellung einer Sackpfeife wird ein hethitisches Relief aus Alaca Höyük (heutige Türkei) diskutiert (vor 1200 v. Chr.)

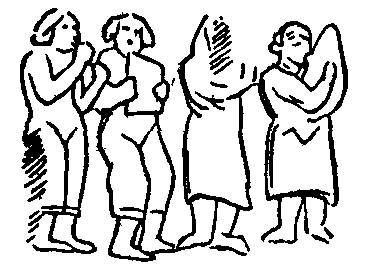
Gruppe von Musikern, rechte Figur mit Sackpfeife, Persisches Reich (6. Jahrhundert v. Chr.)

Ein persisches Relief aus Susa aus dem 6. vorchristlichen Jahrhundert zeigt eine Gruppe von Musikern, wobei ein Instrument in Umriss und Haltung der Ney anban verblüffend ähnelt, die bis heute im Südiran gespielt wird. Im aramäischen Teil des Daniel (3,5.7.10.15) steht neben einer Reihe anderer Musikinstrumente der Ausdruck śûmponyâ. Dieser geht auf griechisch symphonia zurück, welches auch die Wurzel für die spätere italienische Namensform Zampogna lieferte. In der Antike steht diese Verwendung jedoch isoliert, daher ist die Stelle nicht sicher zu deuten.
Ohne dass ein Name des Instruments genannt wird, könnte in den Stücken des griechischen Komödiendichters Aristophanes (vor 444 bis um 380 v. Chr.) von Sackpfeifen die Rede sein. In ptolemäischer Zeit (1. Jahrhundert v. Chr.) finden sich in Alexandrien mehrere Terrakotta-Figurinen mit eindeutig als Sackpfeife zu erkennendem Instrument. Eine sitzende Figur mit Phrygischer Mütze hält eine Panflöte vor dem Kinn und hat vor dem Bauch einen Luftsack mit einem Spiel- oder Bordunrohr. Ein Anblasrohr ist nicht dargestellt. An das Knie der Figur drängt sich ein Zwerg. Der Dudelsack wird offenbar als exotisches („barbarisches“) Instrument wahrgenommen.
Der römische Historiker Sueton überliefert, dass Kaiser Nero sich als utricularius präsentiert habe (Nero, 54). Dieser Begriff hängt mit lateinisch utriculus „Weinschlauch“ zusammen. Die Übersetzung als „Sackpfeifer“ ergibt sich aus einer Referenzstelle bei Dion Chrysostomos, der von Nero berichtet, er sei fähig, den Aulos sowohl mit dem Mund als auch mittels eines unter die Achsel geklemmten Sackes zu spielen. Martial verwendet gräzisierend den Begriff ascaules „Sack-Pfeifer“. Aus der Bemerkung, dass Nero sein Instrument mit oder ohne Luftsack spielte, lässt sich eine bordunlose Form vermuten. Eventuell hat es aber bereits in der Antike Formen mit separaten Bordunrohren gegeben: Eine undatierte Gemme zeigt einen Satyr mit Panflöte und einer Sackpfeife. Diese hat zwei Spiel-, ein Bordun- und ein Anblasrohr. Ähnlich komplex ist eine Abbildung aus Rom, die von Francesco Bianchini mit einer Spielpfeife und zwei Bordunen dargestellt wird.

### Mittelalter

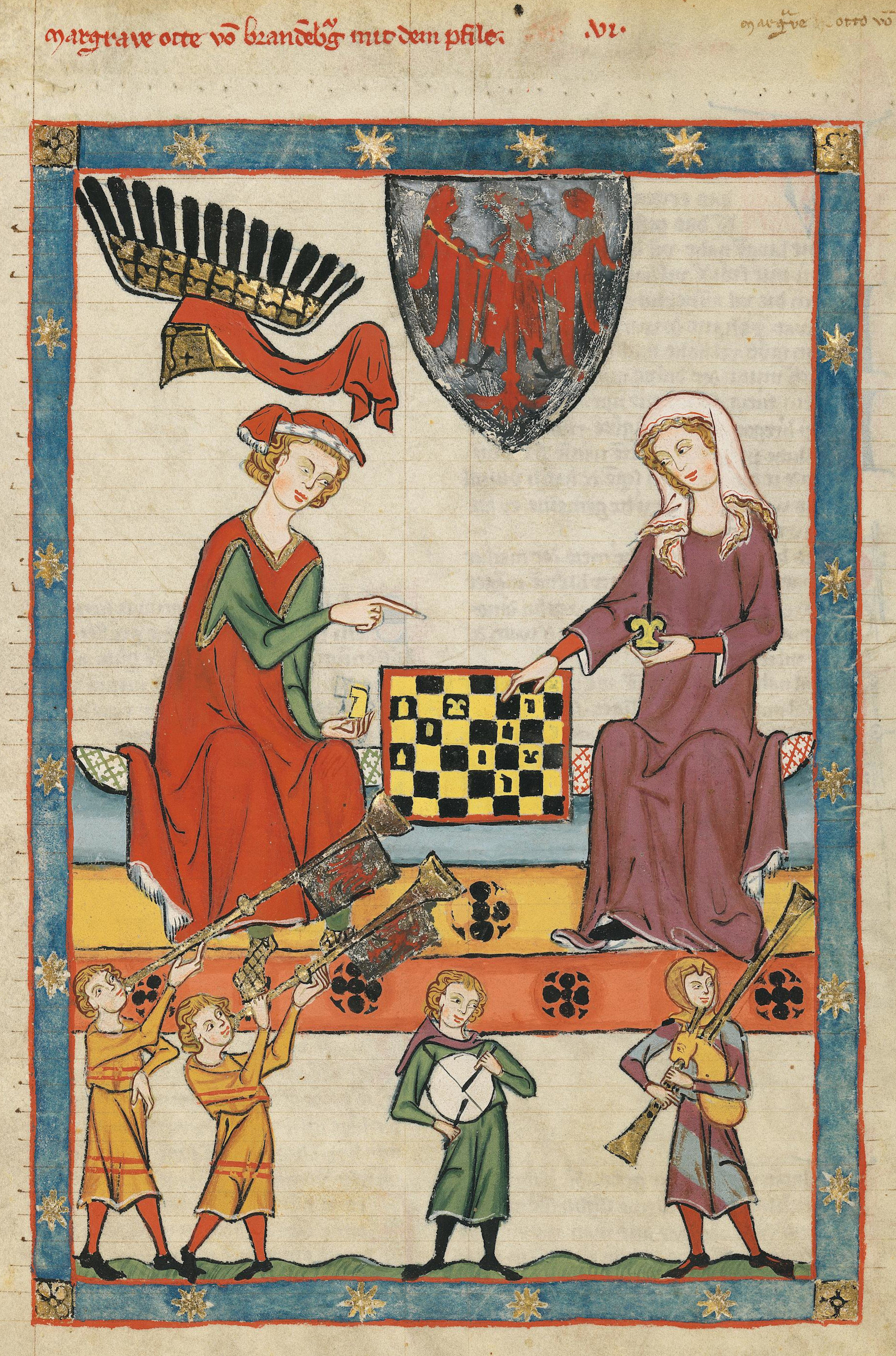
Sackpfeife mit Trompeten, 14. Jahrhundert

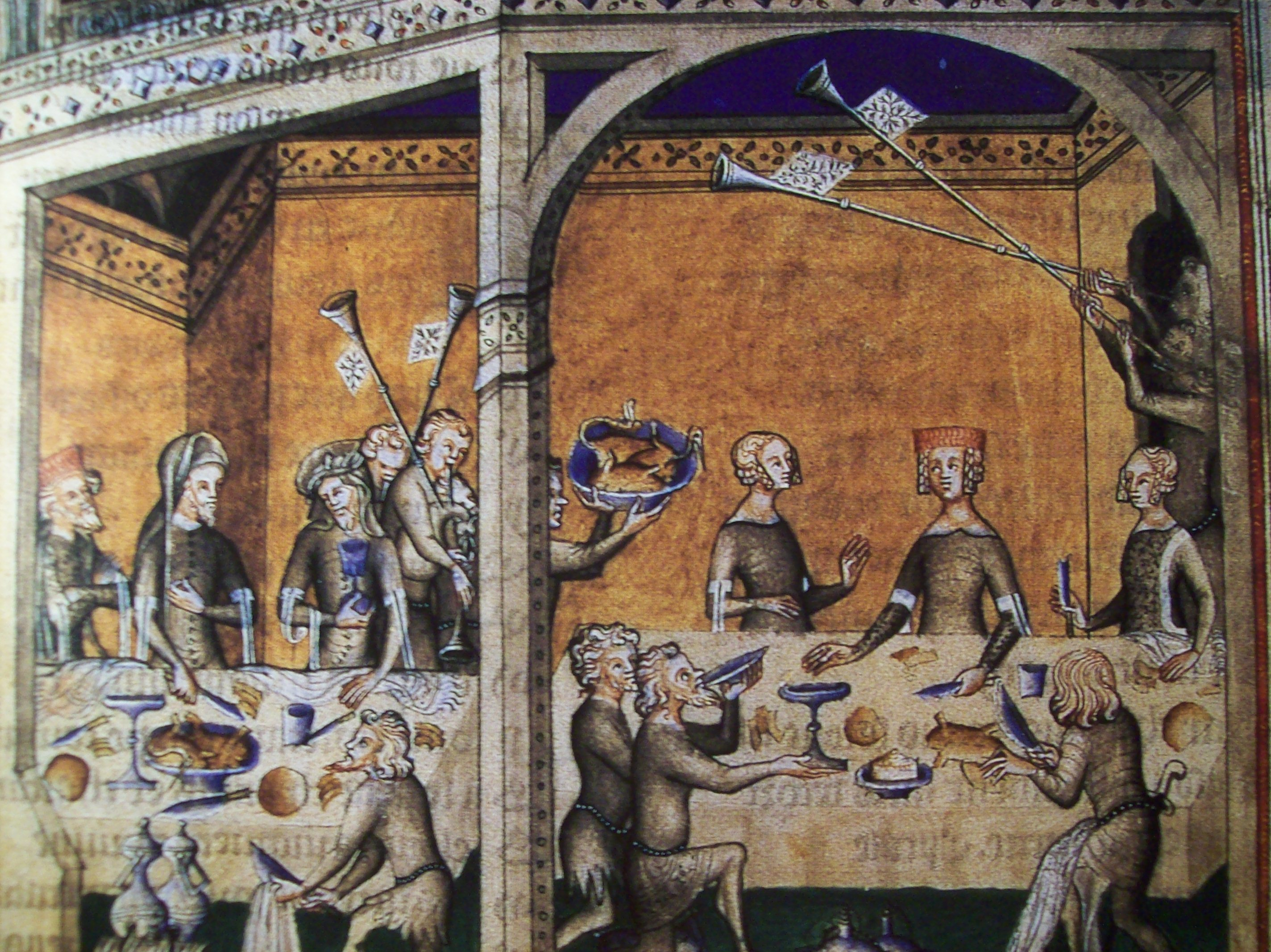
Sackpfeife mit Trompeten, 15. Jahrhundert

Die frühesten Belege im Mittelalter sind literarisch. Im sogenannten Dardanusbrief von Pseudo-Hieronymus (9. Jahrhundert) wird ein „einfacher Sack mit zwei Luftrohren“ beschrieben, „durch das erste wird er aufgeblasen, aus dem zweiten kommt der Schall hervor“. Im Mittelhochdeutschen werden suegelbalch „Pfeifenbalg“ und balchsuegelen „Balgpfeife“ gebraucht.
Bildliche Darstellungen in Handschriften, Wandbemalungen und Holz- oder Steinplastiken sind ab dem 13. Jahrhundert in größerer Zahl vorhanden. Im Figurenprogramm gotischer Kirchen können Engel oder Dämonen mit Sackpfeifen dargestellt werden. Zu dieser Zeit bestehen offenbar vielfältige Formen nebeneinanderher. So zeigen die Cantigas de Santa Maria einen bordunlosen Typ (mit Schalltrichtern aus Horn), eine Form mit zwei gleich langen parallelen Rohren, einem Spiel- und einen Bordunrohr, die oben und unten miteinander verbunden und reich verziert sind. Weiterhin ist ein dritter Typ mit gedoppeltem Spielrohr und zwei gedoppelten, frei am Luftsack angebrachten Bordunpaaren abgebildet. Eventuell dient diese Doppelung zum Umschalten der Grundtöne. Daneben sind auch zwei Platerspiele mit schalmeiartigem Spielrohr und kürzerem, zylindrischen Bordun dargestellt.
Die Manessische Liederhandschrift belegt, dass der Dudelsack im Mittelalter auch zur höfischen Kultur gehörte. Eine Darstellung zeigt ein einborduniges Instrument mit einem konischen Bordun, der etwas länger ist als die ebenfalls konische Spielpfeife. Die andere hat einen stark konischen Bordun, der etwa doppelt so lang wirkt wie das Melodierohr. Das gemeinsame Musizieren von Sackpfeifen mit Trompeten lässt für die Sackpfeifen eine der Naturtonreihe der Trompeten angepasste Tonskala mit einer Durterz vermuten.
Lediglich eine mittelalterliche Sackpfeife ist im Original bis in die Gegenwart erhalten, die „Rostocker Spielpfeife“ aus dem 15. Jahrhundert. Darüber hinaus sind die mittelalterlichen Sackpfeifen aber durch viele Beispiele in der Kunst erschließbar. Bis ins 15. Jahrhundert überwiegen einbordunige, mundgeblasene Sackpfeifen.

### Renaissance und Barock

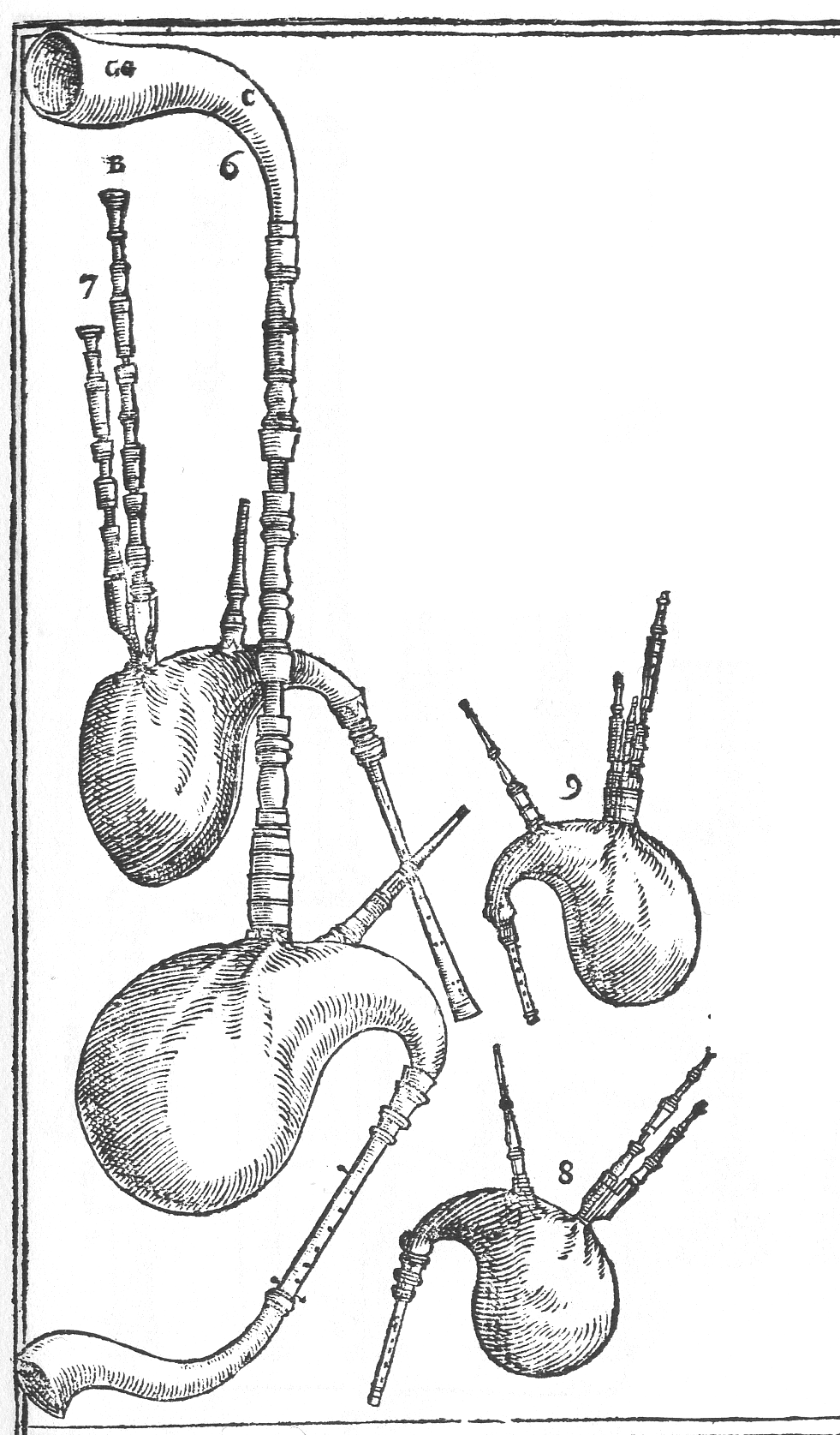
Sackpfeifen aus Syntagma musicum, von Michael Praetorius, Beschriftung: 6. Großer Bock, 7. Schaper Pfeiff, 8. Hümmelchen, 9. Dudey

In seinem Werk Musica getutscht und außgezogen (1511) stellt Sebastian Virdung eine „Sackpfeiff“ dar, die seit dem 16. Jahrhundert in Mitteleuropa weit verbreitet war: ein zweiborduniges Instrument, wobei das längere (zylindrische) Bordunrohr etwa doppelt so lang ist wie die konische Spielpfeife. Auf der Vorderseite der Spielpfeife sind 7 Grifflöcher erkennbar. Eine gleichartige Abbildung bietet Martin Agricola in seiner Musica Instrumentalis deudsch (1529). Instrumente dieses Typs sind in der Malerei naturgetreu wiedergegeben, z. B. von Hieronymus Bosch, Pieter Bruegel d. Ä., Albrecht Dürer oder Hendrick Terbrugghen. Andere Formen bestanden daneben fort.

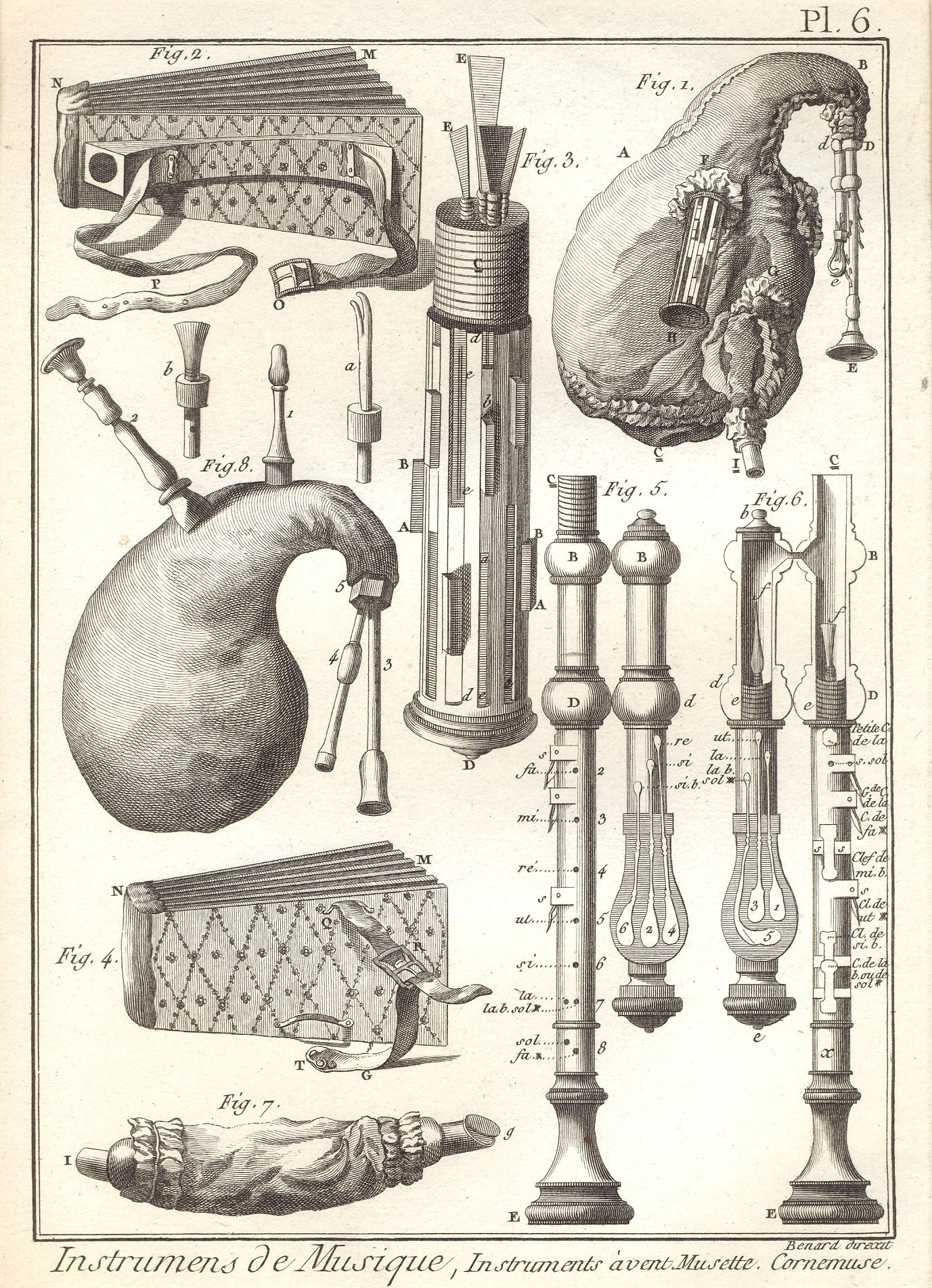
Abbildung der Musette in der Enzyklopädie von Diderot und d’Alembert, links eine schlichtere Cornemuse.

Michael Praetorius stellt im zweiten Band seines Werkes Syntagma musicum (1619) insgesamt sechs verschiedene Typen maßstäblich dar und gibt jeweils die Stimmungen dazu an. Er macht jedoch keine Angaben über die Art der Rohrblätter. Dem zweibordunigen Typ des 16. Jahrhunderts entspricht die Schäferpfeife mit zwei zylindrischen Bordunen auf einem Stock und einer konischen Spielpfeife, deren oft schlechte Intonation Praetorius bemängelt.
Als Bassinstrument dient ein Bock mit langem zylindrischen Bordun und zylindrischer Spielpfeife, die beide in Schalltrichter aus Horn münden. Kleine und entsprechend höher klingende Instrumente heißen Hümmelchen (zwei zylindrische Bordune) und Dudey (drei zylindrische Bordune), beide haben zylindrische Spielrohre. Als eher exotische Formen beschreibt er ein Instrument mit zwei Spielrohren, das er einmal im Erzstift Magdeburg gesehen hat, und ein Instrument nach Art der französischen Musette.
In seiner Schrift Harmonie universelle (1636) gibt Marin Mersenne detaillierte Beschreibungen verschiedener Dudelsäcke mit detailgenauen und maßstäblichen Abbildungen zum Teil mit Angabe der Stimmungen. Das einfachste von ihm beschriebene Instrument hat einen einfachen zylindrischen Bordun mit Doppelrohrblatt und ein Chalumeau genanntes Spielrohr nach Art der Schalmei mit einer Klappe, die von einer Fontanelle geschützt wird. Ausführlicher beschreibt er eine Sackpfeife mit zwei Bordunen, wovon ein kurzer zylindrischer Bordun auf einem Stock mit der Spielpfeife steckt, während ein langer frei am Sack befestigt ist. Beide Bordune haben Einfachrohrblätter, während das Spielrohr ein Doppelrohrblatt hat. Die von ihm beschriebene Musette wird von einem Blasebalg gespeist. Die vier Bordune des Rankettborduns sind mit Doppelrohrblättern besetzt und können durch Schieber gestimmt werden. Der Tonumfang des Chalumeau ist durch Zusatzklappen nach oben erweitert. Weiter beschreibt Mersenne (süd)italienische Instrumente mit zwei V-förmig angeordneten Spielpfeifen und einem in der Mitte angeordneten Bordun. Ein kleineres Instrument entspricht der bis heute erhaltenen Surdulina, wird aber von Mersenne Sampogne (Zampogna) oder Organine genannt. Eine große Form bezeichnet er als Sourdeline. Nach seinen Angaben hat diese zwei Spielpfeifen mit Grifflöchern und mehreren Klappen. Dazu kommt ein sehr langes, gefaltetes Bassrohr, dessen Bohrungen durch Klappen geschlossen sind. Dieses Rohr erklingt erst, wenn eine Klappe geöffnet wird. Das entspricht dem Prinzip der regulators der späteren Uilleann Pipes. Athanasius Kircher beschreibt 1650 die Sackpfeife („Cornamusa“) in seiner Schrift Musurgia Universalis als „alleiniger Trost der Hirten und selbstverständlich auch der Bauern“ („Cornamusam multi pro utriculo sumunt; quid utriculus sit passim notum est, Pastorum scilicet Rusticorumq; solamen unicum“). Auch an den Höfen von Württemberg, Weimar und Sachsen sind verschiedene Sackpfeifentypen nachweisbar. Unter August dem Starken und seinem Sohn August III. waren 16 Bockpfeifer bei Hof angestellt, insbesondere zur Begleitung der Jagd.

Im Frankreich des 18. Jahrhunderts wurde der Dudelsack in der höfischen Kultur als Hirteninstrument im Rahmen der pastoralen Idylle geschätzt. Dafür wurde die Musette zur (heute so genannten) Musette de Cour weiterentwickelt. Diese Instrumente waren reichhaltig verziert. Namhafte Komponisten komponierten Stücke für Musette auch mit Orchester. Wie bei den früheren Formen wurden Blasebalg und Rankettbordun verwendet. Die Spielpfeife war mithilfe von Klappen chromatisch zu spielen und wurde um eine petit chalumeau genannte kurze Pfeife ergänzt, die beim Öffnen von geschlossenen Klappen erklang. Diese erweiterten den Tonumfang für Melodien auf zwei Oktaven (ohne zu überblasen). Eine detaillierte Darstellung bietet die Encyclopédie von Diderot (1754). Georg Philipp Telemann schildert in seiner Biografie das Musizieren von zeitgenössischen Sackpfeifern:

„Als der Hof sich ein halbes Jahr lang nach Plesse, einer oberschlesischen, promnitzischen Standesherrschaft, begab, lernete ich so wohl daselbst, als in Krakau, die polnische und hanakische Musik, in ihrer wahren barbarischen Schönheit kennen. Sie bestund in gemeinen Wirtshäusern, aus einer um den Leib geschnallten Geige, die eine Terzie höher gestimmet war, als sonst gewöhnlich, und also ein halbes Dutzend andre überschreien konnte; aus einem polnischen Bocke; aus einer Quintposaune, und aus einem Regal. An ansehnlicheren Oertern aber blieb das Regal weg; die beiden ersteren wurden aber verstärkt: wie ich denn einst 36. Böcke und 8. Geigen beisammen gefunden habe. Man soll kaum glauben, was dergleichen Bockpfeiffer oder Geiger für wunderliche Einfälle haben, wenn sie, so oft die Tanzenden ruhen, fantaisieren. Ein Aufmerckender könnte von ihnen, in 8. Tagen, Gedancken für ein ganzes Leben erschnappen.“

### Im 19. und 20. Jahrhundert

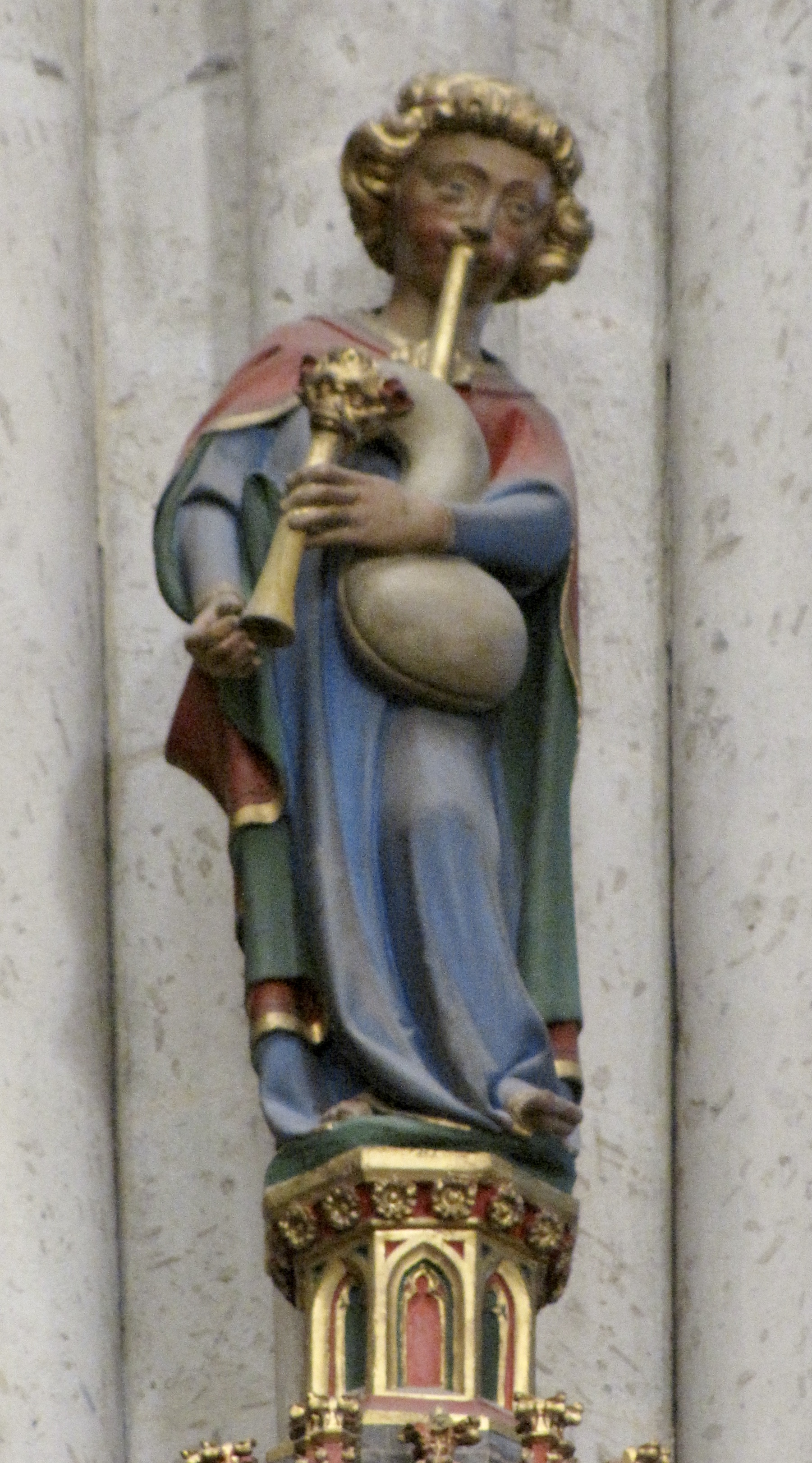
Sackpfeife im Kölner Dom (1320–1340)

„Musik ist aber der Kölner Lieblingskunst. Die Bauerbänke und die geringeren Bürger begnügen sich mit dem Dudelsack, dem Hackbrett, der Lavumm und der Violine.“

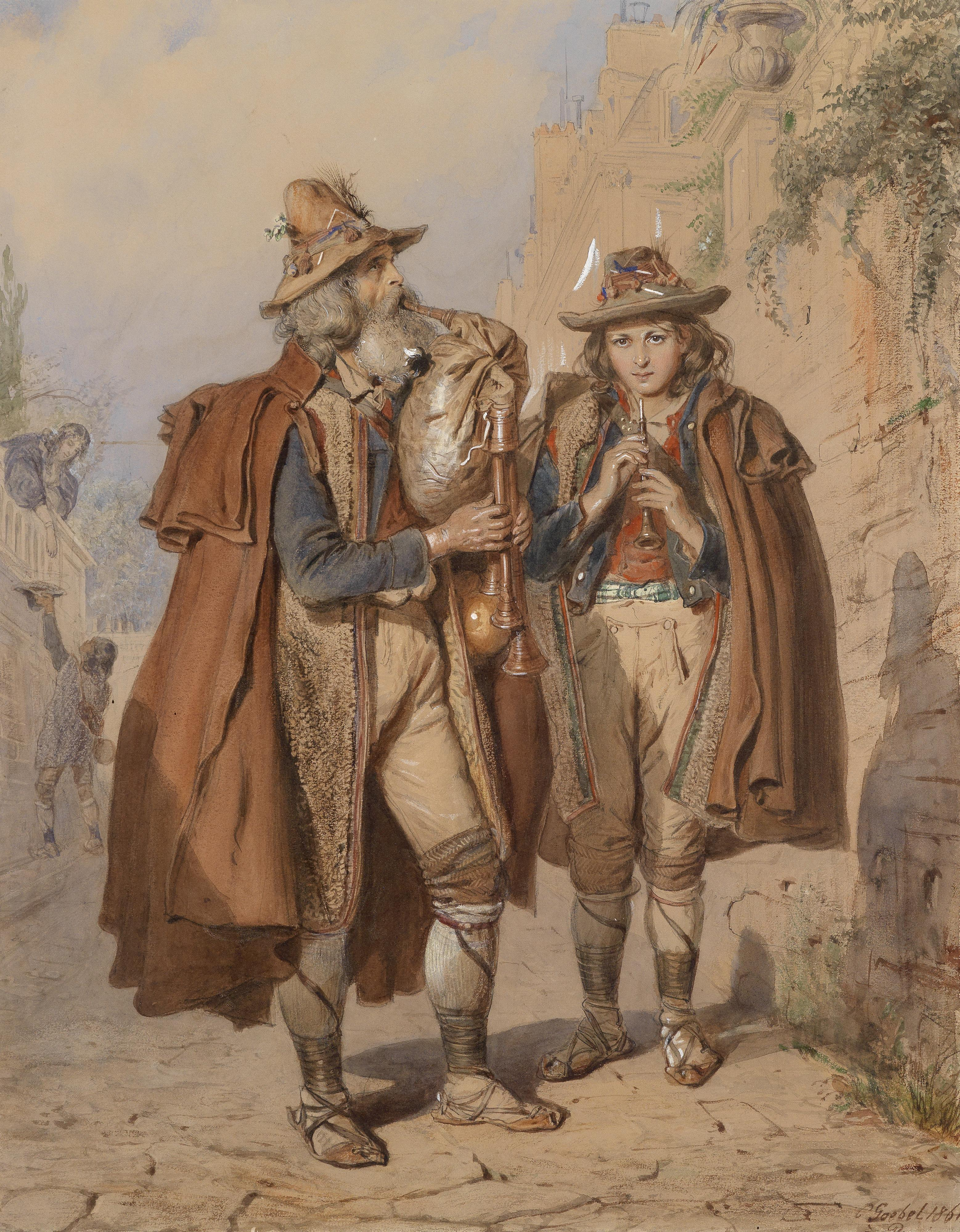
Dudelsackpfeifer und Schalmei spielender Junge, Carl Goebel (1864)

Im 19. Jahrhundert ging die Bedeutung der Sackpfeife in Mitteleuropa stark zurück und war vorwiegend noch bei Schäfern, Hirten und Wandermusikanten in Gebrauch. Bei den Wandermusikanten aus dem Raum Salzgitter waren in der Mitte des 19. Jahrhunderts noch 5 Kapellen mit Dudelsäcken unterwegs. Diese Kapellen bestanden aus bis zu 6 Dudelsackspielern und 2 Trommlern. Ihre Reisen gingen über Deutschland hinaus bis nach England, Norwegen, das Osmanische Reich und nach Nordamerika.
In Belgien spielte der Schäfer Alphonse Gheux (1850–1936) die Muchosa, bis 1912 diese Sackpfeife zerbrach.
In ihrer Bedeutung für die Tanzmusik wurde die Sackpfeife aufgrund ihrer melodischen und harmonischen Beschränkungen zunehmend verdrängt. Geige und Klarinette verfügten über einen größeren Umfang und konnten chromatisch gespielt werden. Die seit Anfang des 19. Jahrhunderts technisch verbesserten Blechblasinstrumente waren lauter und daher für Musik im Freien besser geeignet. Schließlich bot das aufkommende Akkordeon die Möglichkeit für einen einzelnen Musiker, mehrstimmig zu musizieren. Im deutschsprachigen Raum und Nordeuropa war die Sackpfeife zwar noch bekannt, hatte aber ihre Bedeutung verloren.
Abgesehen von Großbritannien, wo die schottischen Great Highland Pipes im Rahmen der Militärmusik eine besondere Stellung hatten, blieben die Sackpfeifen nur in Randlagen oder unzugänglichen Gebieten bis ins 20. Jahrhundert erhalten (z. B. Irland, Bretagne, Zentralfrankreich, Galicien, Süditalien, Balkan). Auch in diesen Bereichen ging die Zahl der aktiven Spieler bis Mitte des 20. Jahrhunderts stark zurück.
Seit den 1970er Jahren ist das Interesse an Sackpfeifen neu erwacht. So werden die unterschiedlichen Typen als Zeichen der regionalen Traditionen und Identität neu geschätzt. Sie werden im Rahmen der Folklore, aber auch im Folk verwendet. In Deutschland finden traditionelle und neu entwickelte Sackpfeifen auf Mittelalterfesten und -märkten großes Interesse und gehören zum Instrumentarium des sogenannten Mittelalterrock. Daneben werden historische Bauformen im Rahmen der historischen Aufführungspraxis rekonstruiert und gespielt.
Im Jazz wurde der Dudelsack ebenfalls eingesetzt, beispielsweise von Rufus Harley oder Gunhild Carling.

## Verbreitung und Formen
Die Abgrenzung der verschiedenen Formen ist nicht immer eindeutig. Einerseits können dieselben Bezeichnungen für ganz unterschiedliche Instrumente stehen (Gaita/Gaida, Bock, Dudy), andererseits haben nahe verwandte Instrumententypen in verschiedenen Regionen unterschiedliche Bezeichnungen (Mezwed, Tsambouna, Tulum u. a.). Außerdem variieren Instrumentenbauer die Formen nach individuellen Vorstellungen und Bedürfnissen und machen dabei auch Anleihen aus Instrumenten anderer Regionen oder Epochen.

### Mitteleuropa

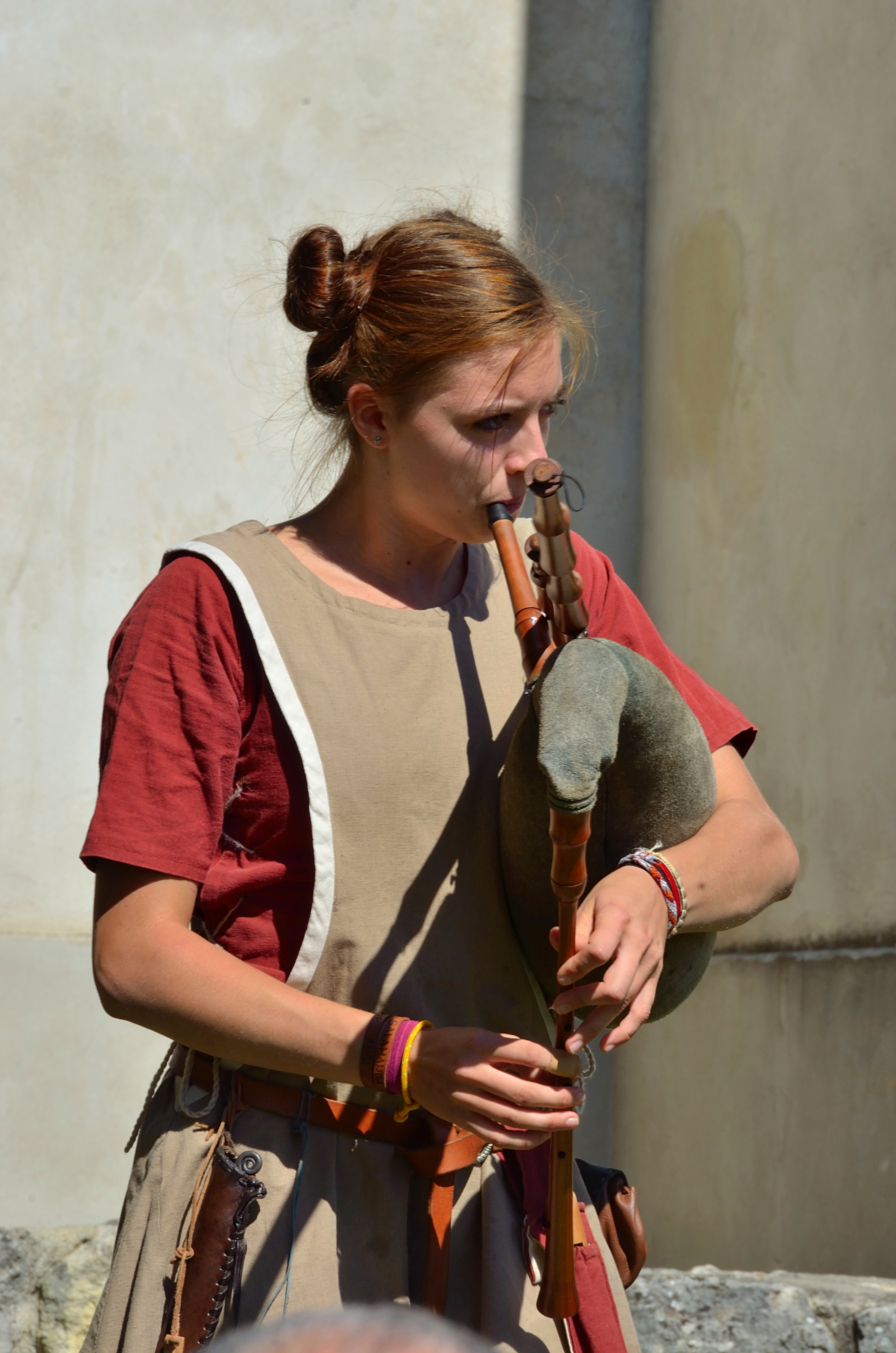
Musikerin der österreichischen Gruppe Salamanda mit Schäferpfeife bei einem Mittelalterfest

In Deutschland finden sich heute Nachbauten historischer Instrumente sowie für die Musik der Mittelalterszene neu geschaffene Typen.
In der tschechischen Volksmusik steht der Böhmische Bock in ungebrochener Tradition. Auch in Süddeutschland und Österreich findet der Bock in der Volksmusik wieder seinen Platz, den er im Laufe des 19. Jahrhunderts verloren hatte.
In der sorbischen Folklore spielt der Dudelsack eine wichtige Rolle.
- Schäferpfeife, Praetorius-Bock, Hümmelchen, Dudey (Deutschland, historisch und Nachbauten)
- Marktsackpfeife (modern, Deutschland)
- Sackpfiff, Sackpfyf oder Sackphiffen (Schweiz)
- Pijpzak/Doedelzak (Flandern und die Niederlande, historisch nach Bild von Pieter Bruegel d. Ä.)
- Bock (Böhmen, Österreich, Süddeutschland)
- Kozoł (in Es): großer sorbischer Bock, Měchawa (in F): sog. kleiner sorbischer Dudelsack, Měchawka (in A, Am): sog. Dreibrümmchen
- Dudy, Kozioł, Koza (Polen)
- Dudy, Gajdy (Tschechien und Slowakei)
- Duda (Ungarn)

### Nord- und Nordosteuropa
In Skandinavien und Nordosteuropa gibt es ein- oder mehrbordunige Formen, auch Varianten des Bocks.
- Säckpipa (Schweden)
- Torupill (Estland)
- Dūdmaišis (Litauen)
- Dudas (Lettland)
- Duda (Belarus, Ukraine)
- Wolynka (Russland)

### Britische Inseln

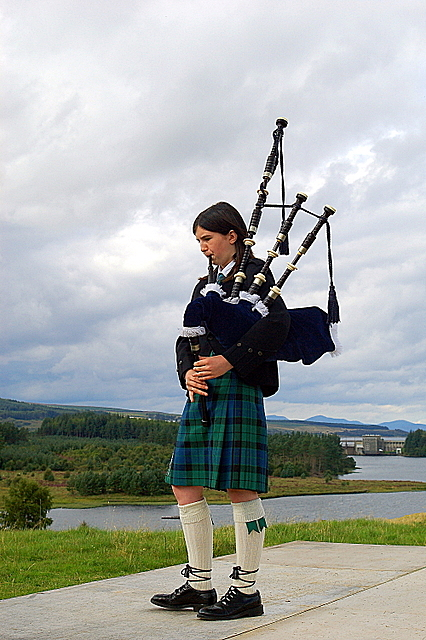
Spielerin mit Great Highland Bagpipe

In Schottland hat der Dudelsack eine besondere Tradition als Instrument am Hof. Im britischen „Disarming Act“ nach der Schlacht bei Culloden wurde die schottische Tradition größtenteils untersagt. Dies betraf die Hochland-Kleidung, aber nicht die Sackpfeife selbst. Heute werden die Great Highland Bagpipes einerseits als schottisches Nationalinstrument angesehen, andererseits haben sie sich durch die Militärmusik der Briten weltweit verbreitet.
- Great Highland Bagpipes, Scottish Smallpipe, Border Pipe, Shuttle Pipe (Schottland)
- Northumbrian Smallpipes (Norden Englands)
- Uilleann Pipes (Irland)
- Pwyannwn und Gwenloitheg (Cornwall)
- Tibhae, Pibacwd (Wales)

### Frankreich

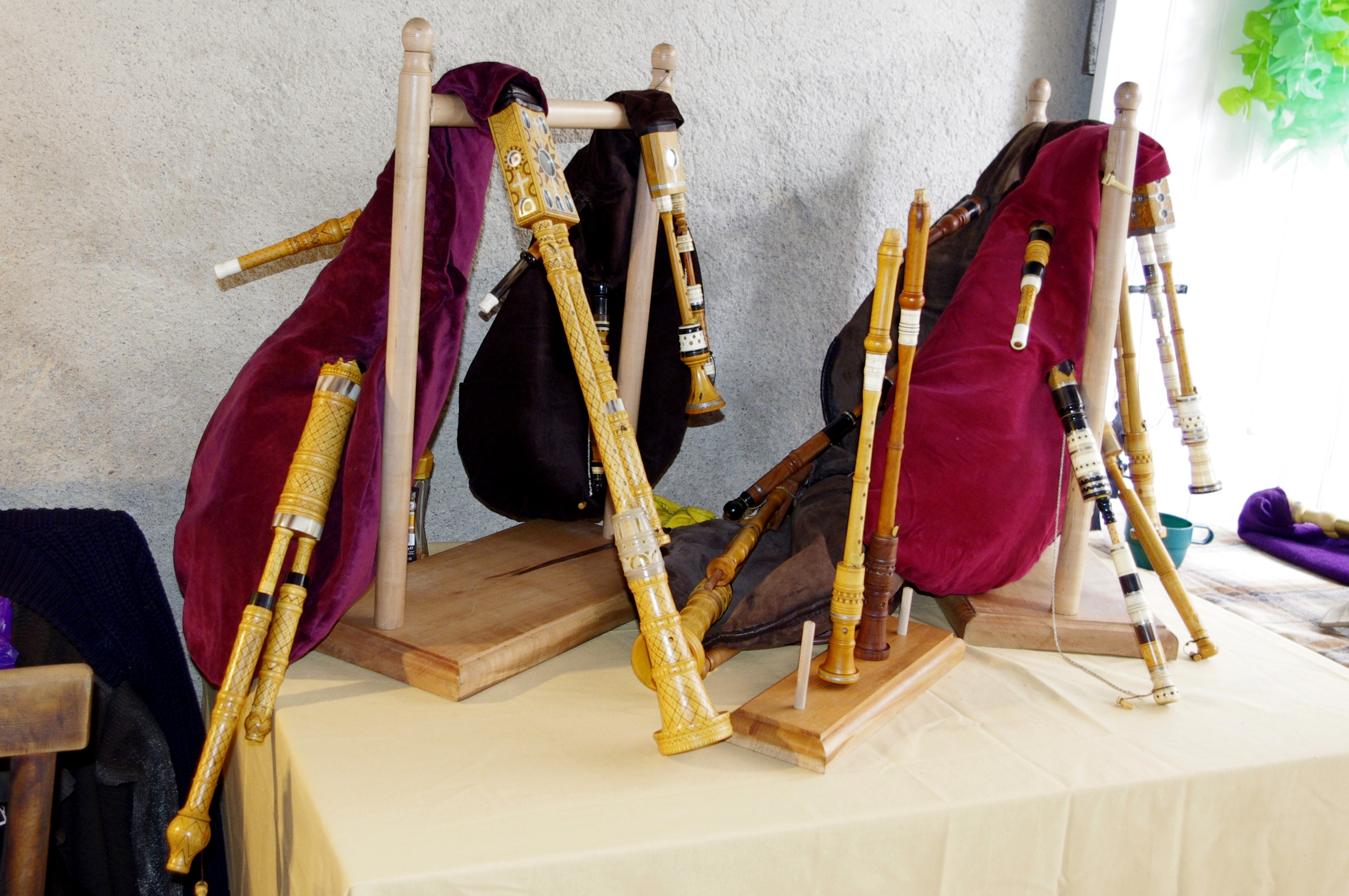
Cornemuses du Centre mit austauschbaren Spiel- und verzierten Bordunpfeifen

Neben der Musette, die im Barock am französischen Hof beliebt war, bestehen in Frankreich zahlreiche regionale Formen mit zum Teil ungebrochener Spieltradition (Bretagne, Zentralregion).
- Binioù (Bretagne)
- Cornemuse du Centre, Musette Bechonnet, Cornemuse Bourbonnaise (Region Centre)
- Chabrette (Limousin)
- Veuze (Poitou)
- Cabrette (Auvergne)
- Boha (Gascogne)
- Musette de Cour (historisch)

### Iberische Halbinsel

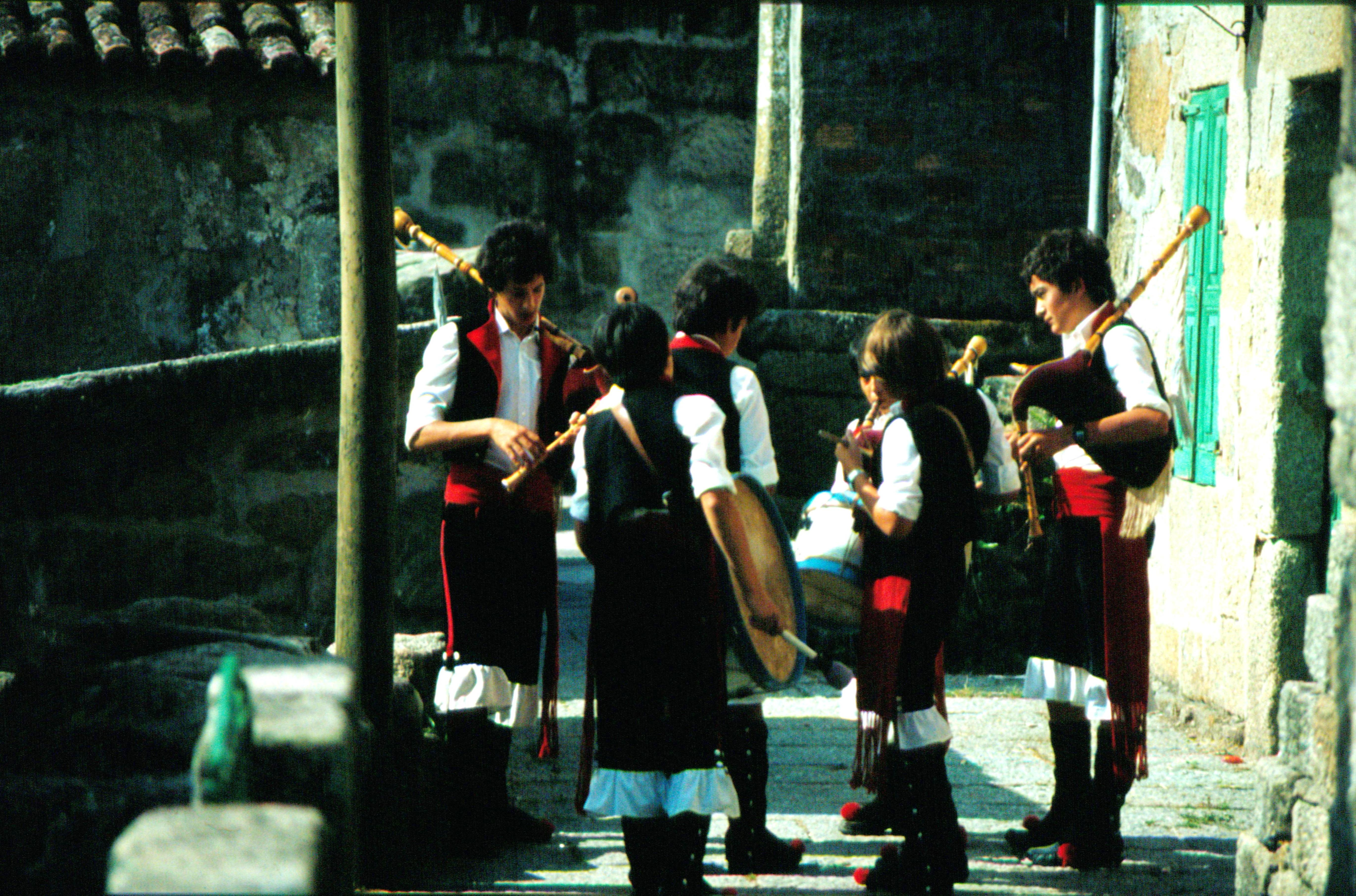
Junge Gaiteros in Galicien

In Nordwestspanien sind in den lokalen Escuelas de Gaitas, Musikschulen mit Sackpfeifenunterricht, zehntausende Sackpfeifenschüler registriert. Aber auch in anderen Gegenden des Landes ist die Sackpfeife verbreitet.
- Gaita (Spanische Provinzen Galicien und Asturien)
- Sac de gemecs (Katalonien)
- Xeremía oder xeremíes (Mallorca)

### Italien
Eine lebendige Spieltradition bis in die Gegenwart hat besonders die Zampogna in Süditalien.
- Baghèt (Norditalien)
- Ceccola
- Piva
- Zampogna (Süditalien)

### Südosteuropa

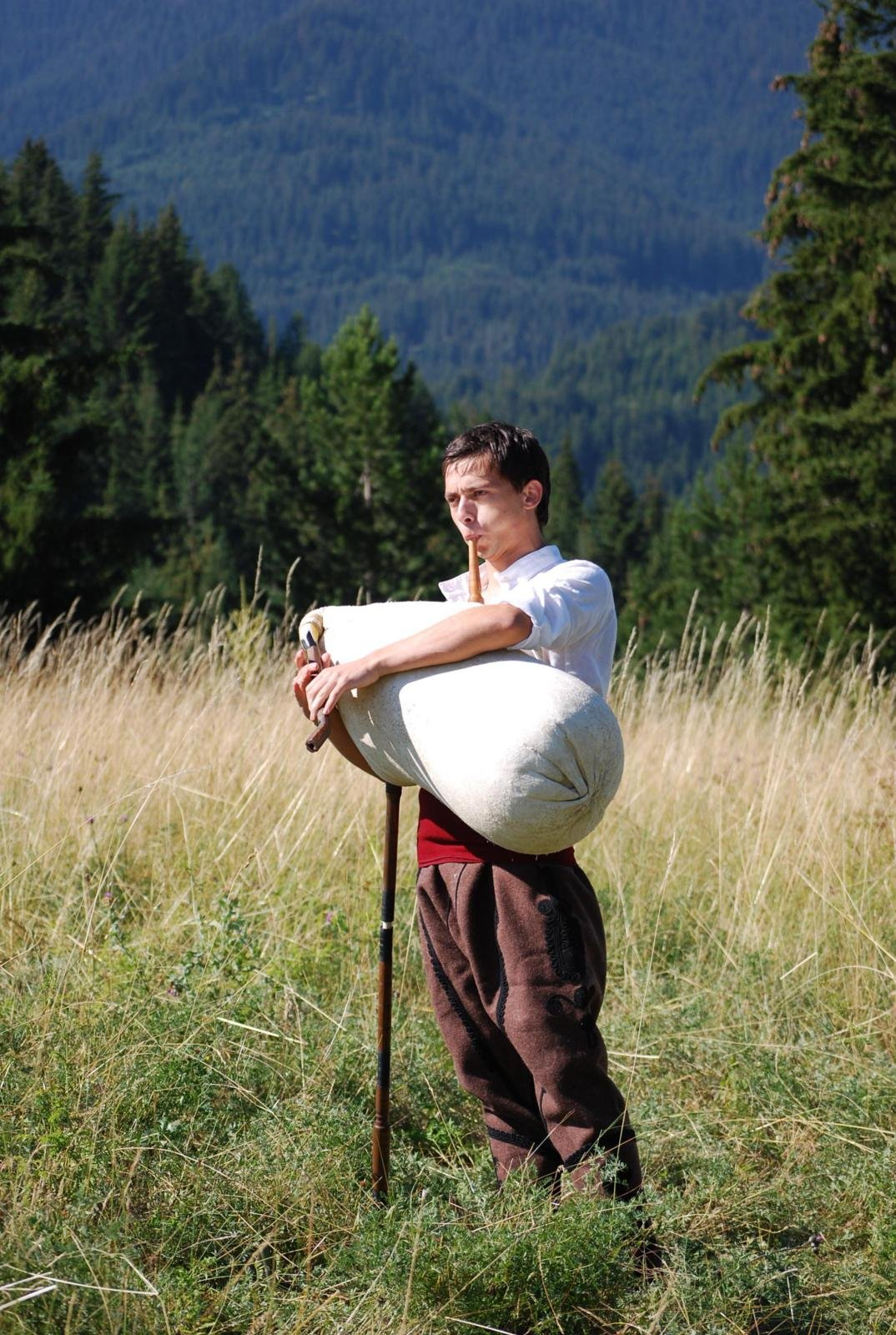
Bulgarischer Kaba-Gajda-Spieler

In den regionalen Musiktraditionen Südosteuropas haben sich viele Formen erhalten.
- Gajde in Slawonien, der Baranja, der Posavina, der Podravina, Herzegowina, der Vojvodina und in Serbien, Makedonien und Albanien (südmoravisch Typ)
- Dude (vierstimmig 3+1 und fünfstimmig 4+1) in Kroatien
- Diple in Kroatien, vor allem in Dalmatien, Zagora und Bosnien-Herzegowina, Misnice auf der Insel Korčula, Mejsnice auf der Halbinsel Pelješac, auch Mih in Istrien und den restlichen kroatischen Inseln
- Šurle auch Piva in Kroatien, vor allem in Istrien
- Kaba Gajda, Djura Gajda (Bulgarien)
- Schuta Gajda (Bulgarien, Nordmazedonien)
- Gaida und Tsambouna, (Griechenland)
- Askomantoura (Kreta, Griechenland)
- Cimpoi (Rumänien, Moldawien)

### Nordafrika und Vorderasien
In Nordafrika, Malta und Vorderasien sind bordunlose Formen mit parallel angeordneter Doppelspielpfeife verbreitet. Ähnliche Formen gibt es auch nördlich des Mittelmeeres (vgl. Diple, Tsambouna, Boha).
- Mezwed (Tunesien)
- Żaqq (Malta)
- Tulum, auch guda, türkische Provinzen Rize und Artvin und Aserbaidschan
- Tschiboni (georgische Provinz Adscharien)
- Gudastviri (Ost-Georgien)
- Parkapzuk (Armenien)
- Ney-anban (Südiran, neben Trommeln und Oud im Rahmen der populäre Tanzmusik Bandari verwendet)
- Jirba (Bahrain)

### Indien
Auf dem indischen Subkontinent gibt es mehrere Sackpfeifen, darunter die nordindische mashak (auch masak, mashq) mit Melodie- und Bordunpfeife und die südindische titti mit nur einer Bordunpfeife, die seit dem 18. Jahrhundert durch die importierte Great Highland pipe der britischen Kolonialherren in den Hintergrund gedrängt wurden. Der einheimische Dudelsack wurde von den Briten abgrenzend als pungi bezeichnet, heute in Indien der Name für das Blasinstrument der Schlangenbeschwörer, das wegen derselben Tonerzeugung eine Vorform des Dudelsacks darstellt. Indische Sackpfeifen überlebten in einigen Nischen der Volksmusik, die schottischen Sackpfeifen und sind als britisches Erbe gelegentlich bei Prozessionen zu sehen. Die traditionelle mashak aus einem ganzen Ziegenbalg wird in ländlichen Regionen Nordindiens und in Pakistan vor allem bei Hochzeiten gespielt, in der Region Garhwal am Südrand des Himalaya sind zwei Sackpfeifenspieler, die den Hochzeitszug anführen, praktisch unverzichtbar. Die Bhopa-Gemeinschaft in Rajasthan spielen sie zusammen mit der Streichlaute sarangi, Flöten und dem Doppelrohrblattinstrument shehnai.

## Verwandte Musikinstrumente

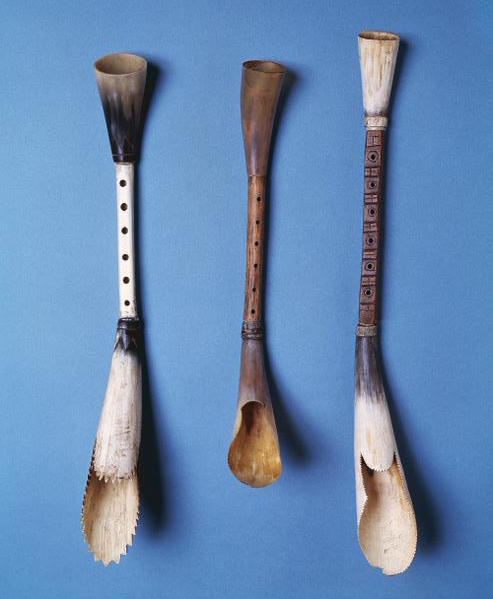
Das walisische Pibgorn wird heute als eigenständiges Instrument oder als Spielpfeife eines Dudelsacks gespielt (drei Exemplare aus dem 18. Jahrhundert)

Ein nah verwandtes Instrument ist das Platerspiel, bei dem eine Tierblase als Luftreservoir dient. Andere Instrumente, deren Ton mit Hilfe eines Luftbalges erzeugt werden, sind die Orgel und die Akkordeoninstrumente.
Weitere Windkapselinstrumente sind Krummhorn, Rauschpfeife und der als Übungsinstrument für die Great Highland Bagpipe verwendete Practice Chanter.
Bei einigen Sackpfeifen werden die Spielpfeifen gelegentlich als eigenständiges Instrument direkt mit dem Mund angeblasen (z. B. Pibgorn, Diple, Magrouna).
Bei der ägyptischen Arghul werden zwei und bei der sardinischen Launedda werden mehrere Pfeifen von der Luft der Mundhöhle gespeist. Da diese Blasinstrumente in Zirkularatmung gespielt werden, gibt es funktionale Parallelen. Ähnliches gilt für das indische Einfachrohrblattinstrument Pungi. Dort dient ein Kürbis als Windkapsel, die ein Melodie- und ein Bordunrohr aufnimmt. Als Luftreservoir dient ebenfalls die Mundhöhle.
Andere Borduninstrumente sind die Drehleiern, Bordunzithern und Doppelflöten (wie dwojanka in Bulgarien oder fluier gemănat in Rumänien).
Mittlerweile sind auch elektrische Sackpfeifen, die midigesteuert an einen Verstärker bzw. an einen Computer angeschlossen werden können, auf dem Markt. Erfinder war der asturische Musiker José Ángel Hevia zusammen mit dem Computerprogrammierer Alberto Arias und dem Techniker Miguel Dopico.

## Die Sackpfeife in der Schäferei

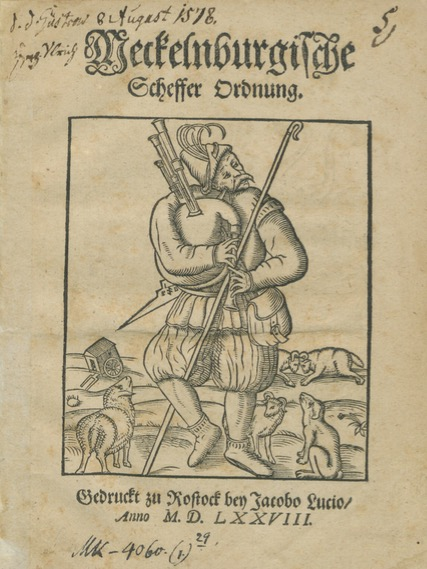
Titelblatt der Scheffer-Ordnung von 1578

Die Sackpfeife gehört seit dem Mittelalter, neben Schäferschippe und Krummstab, in den bildenden Künsten zu den geläufigen Attributen des Schäferberufes.

„Ein Schäfer muß auch auf einem Blas-Instrumente spielen können, nicht des alten Wahns wegen, daß die Schafe mehr durch die Musique, als durch das Weiden und durch das Futter sollen fett werden, sondern deswegen, weil die Schafe (wie die Erfahrung bestätiget) vor andern Thieren, insbesonderheit die Musique lieben: sie gedeyen davon ungemein, und werden dadurch sehr munter. Ausserdem ist es dem Schäfer sehr bequem, mit der Flöte seine Heerde commandieren zu können: wie auch die ausländischen Schäfer thun, die mit gewissen Stückchen auf ihrer Sackpfeifen sie zusammen halten, selbige an sich rufen, und wieder wegtreiben.“

„Er vertrauete mir erstlich seine Säu, zweitens seine Ziegen, und zuletzt seine ganze Herde Schafe, daß ich selbige hüten, weiden, und vermittelst meiner Sackpfeife (welcher Klang ohne das, wie Strabo schreibet, die Schafe und Lämmer in Arabia fett machet), vor dem Wolf beschützen sollte.“

„Um Wölfe fern zu halten, ist das Verursachen von Lärm eine gute Methode. Ich spiele Dudelsack, wenn es neblig ist, denn bei Nebel greifen Wölfe eine Herde vermehrt an.“

## Die Sackpfeife in Märchen und Fabeln
- Jean de La Fontaine: Der Wolf als Schäfer
- Brüder Grimm: Hans mein Igel
- Irische Elfenmärchen: Der kleine Sackpfeifer

## Die Sackpfeife in der Dichtung
Der Schlusschor der „Bauernkantate“ Mer hahn en neue Oberkeet, Musik von Johann Sebastian Bach, Text von Christian Friedrich Henrici, beginnt mit der Erwähnung des Dudelsackes: „Wir gehn nun, wo der Tudelsack  in unsrer Schenke brummt“.

## Archäologische Funde
- Rostocker Spielpfeife. Mitte der 1980er Jahre wurde das Instrument in einer Rostocker Schwindgrube entdeckt. Das Instrument wurde auf das frühe 15. Jahrhundert datiert. Die Spielpfeife aus Ahorn misst 193 mm. Auf der Vorderseite befinden sich sieben Tonlöcher, das unterste ist doppelt ausgeführt. Auf der Rückseite ist ein Daumenloch angebracht. Die Innenbohrung beträgt oben 6,5 mm.

- Fund von 1996 einer Spielpfeife im Uelvesbüller Koog aus einem Schiffswrack des 17. Jahrhunderts. Die Länge der Spielpfeife beträgt 198 mm, der untere Durchmesser beträgt 11 mm. Die zylindrische Innenbohrung beträgt 3,6 mm. Das Instrument hat sieben vorderständige Grifflöcher und ein Daumenloch. Es besteht aus einem harten dunklen Holz. Die metallene Rohrblatthülse ist noch vorhanden, ebenso der Aufnahmestutzen. Das Instrument (Hümmelchen) befand sich zur Zeit des Fundes in einem sehr guten Zustand. Es wurde mit einem neuen Rohrblatt ausgerüstet, welches bei allen geschlossenen Tonlöchern den Grundton d' zum Klingen brachte.[64]

## Kompositionen für Sackpfeife

### Kompositionen für Musette de Cour
- Joseph Bodin de Boismortier: Op. 11: 6 Suites à 2 Muzettes (Paris, 1727)
- Joseph Bodin de Boismortier: Op. 27: 6 Suites pour 2 Vieles, Musettes, Flutes-à-bec, Fluts. traversieres, & Hautbois. Suivies de 2 Sonates à Dessus et Basse
- Joseph Bodin de Boismortier: Op. 52: 4 Balets de Village en Trio, Pour les Musettes, Vieles, Flutes à-bec, Violons, Haubois, ou Flutes traversieres (Paris, 1734)
- Nicolas Chédeville: Amusements champêtres
- Nicolas Chédeville: Les galanteries amusantes, Op.8
- Philibert de Lavigne: Les Fleurs Opus 4, 1745

### Kompositionen für Musette de Cour und Basso continuo
Jean de Hotteterre: Piece pour la Muzette

### Kompositionen für Sackpfeife und Orchester
- Michel Corrette: Concerto Opus 4, Nr. 3
- Leopold Mozart: Sinfonia in D, Die Bauernhochzeit, (LMV VIII:6)

## Lehrwerke für Sackpfeife

### Historische Lehrwerke
- Martin Agricola: Musica Instrumentalis Deudsch 1533
- Pierre Borjon de Scellery: Traité de la musette, 1672
- Jacques Hotteterre: Méthode pour la musette, Op.10, 1737
- Toussaint Bordet: Méthode raisonnée pour apprendre la musique, 1755

### Zeitgenössische Lehrwerke
- Reinhold Ege: MacEges Lehrbuch für den schottischen Dudelsack. Verlag der Spielleute, 1999, 12. Auflage.
- Thomas Zöller: Die Sackpfeifen-Fibel: Lehrbuch für den mittelalterlichen Dudelsack. 2 Bände, Verlag der Spielleute, 2009.
- Bernard Boulanger: Dudelsack spielen: Lehrbuch für Dudelsäcke mit halbgeschlossener französischer Griffweise. Verlag der Spielleute, 2011.

## Internationaler Tag des Dudelsacks
2012 rief die britische Bagpipe Society (britische Dudelsackgesellschaft) den 10. März als Internationalen Tag des Dudelsackes (International Bagpipe Day) aus.

## Hygiene
Im August 2016 wird mit Berufung auf einen Bericht in der Zeitschrift Thorax über den Tod eines 61-jährigen Dudelsackspielers im Jahr 2014 berichtet, der auf Schimmelpilzsporen in seinem Instrument zurückgehen soll. Daher wird die regelmäßige Reinigung empfohlen.

## Musiktherapie
2023 startete die Wohltätigkeitsorganisation Kings Charity von Charles III. eine Initiative zur Förderung des Dudelsackspielens zur Therapie von bestimmten Lungenerkrankungen. Laut Angaben der Organisation solle das Spiel die Atemregulation förden, die Lungenkapazität verbessern und den Blutdruck senken. Das ganzheitliche Programm wurde vom königlichen Arzt Michael Dixon in Zusammenarbeit mit dem National Piping Centre entwickelt.

## Film
- Tanja Hamilton: Wie man einen Dudelsack baut, SWR Fernsehen Landesschau Reihe: Handwerkskunst! vom 5. August 2019 (YouTube)